# Bulgaria en los Juegos Olímpicos de Múnich 1972
Bulgaria estuvo representada en los Juegos Olímpicos de Múnich 1972 por un total de 130 deportistas que compitieron en 15 deportes.  
El portador de la bandera en la ceremonia de apertura fue el jugador de voleibol Dimitar Zlatanov.

## Medallistas
El equipo olímpico búlgaro obtuvo las siguientes medallas:
| Nombre                      | Deporte            | Competición         |
| --------------------------- | ------------------ | ------------------- |
| Oro                         |                    |                     |
| Gueorgui Kostadinov         | Boxeo              | Mosca (51 kg) M     |
| Norair Nurikian             | Halterofilia       | 60 kg M             |
| Yordan Bikov                | Halterofilia       | 75 kg M             |
| Andon Nikolov               | Halterofilia       | 90 kg M             |
| Petar Kirov                 | Lucha grecorromana | 52 kg M             |
| Gueorgui Markov             | Lucha grecorromana | 62 kg M             |
| Plata                       |                    |                     |
| Yordanka Blagoeva           | Atletismo          | Salto de altura F   |
| Diana Yorgova               | Atletismo          | Salto de longitud F |
| Anguel Anguelov             | Boxeo              | Wélter (63,5 kg) M  |
| Mladen Kuchev               | Halterofilia       | 67,5 kg M           |
| Atanas Shopov               | Halterofilia       | 90 kg M             |
| Alexandar Kraichev          | Halterofilia       | 110 kg M            |
| Stoyan Apostolov            | Lucha grecorromana | 68 kg M             |
| Alexandar Tomov             | Lucha grecorromana | +100 kg M           |
| Ognian Velikov              | Lucha libre        | 48 kg M             |
| Osman Duraliev              | Lucha libre        | +100 kg M           |
| Bronce                      |                    |                     |
| Vasilka Stoeva              | Atletismo          | Disco F             |
| Ivanka Jristova             | Atletismo          | Peso F              |
| Stefan Gueorguiev           | Lucha grecorromana | 48 kg M             |
| Ivan Torlakov               | Lucha libre        | 62 kg M             |
| Fedia Damianov Ivan Burchin | Piragüismo         | C2 1000 m M         |